# Kolej Ruchu Regionalnego
Kolej Ruchu Regionalnego (KRR) – system kolei aglomeracyjnej na terenie konurbacji górnośląskiej, którego budowa trwała w okresie 1986–1992.
Pierwsza linia KRR miała połączyć Pyskowice z Dąbrową Górniczą (przez Gliwice, Zabrze, Rudę Śląską, Chorzów, Katowice, Sosnowiec i Będzin).

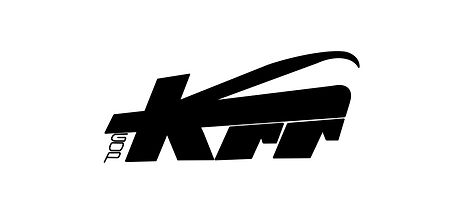
Prawdopodobnie pierwotna wersja logotypu projektu KRR.
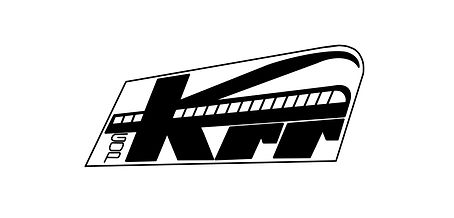
Kolejna wersja logotypu KRR (czerń, bez białego pasa).
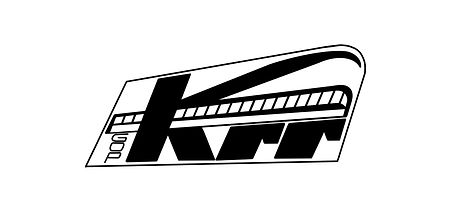
Kolejna wersja logotypu KRR (czerń, z białym pasem).
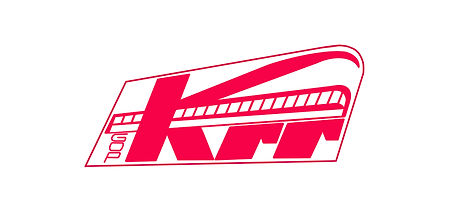
Kolorowa wersja logotypu KRR, prawdopodobnie finalna (jasna czerwień, z białym pasem).

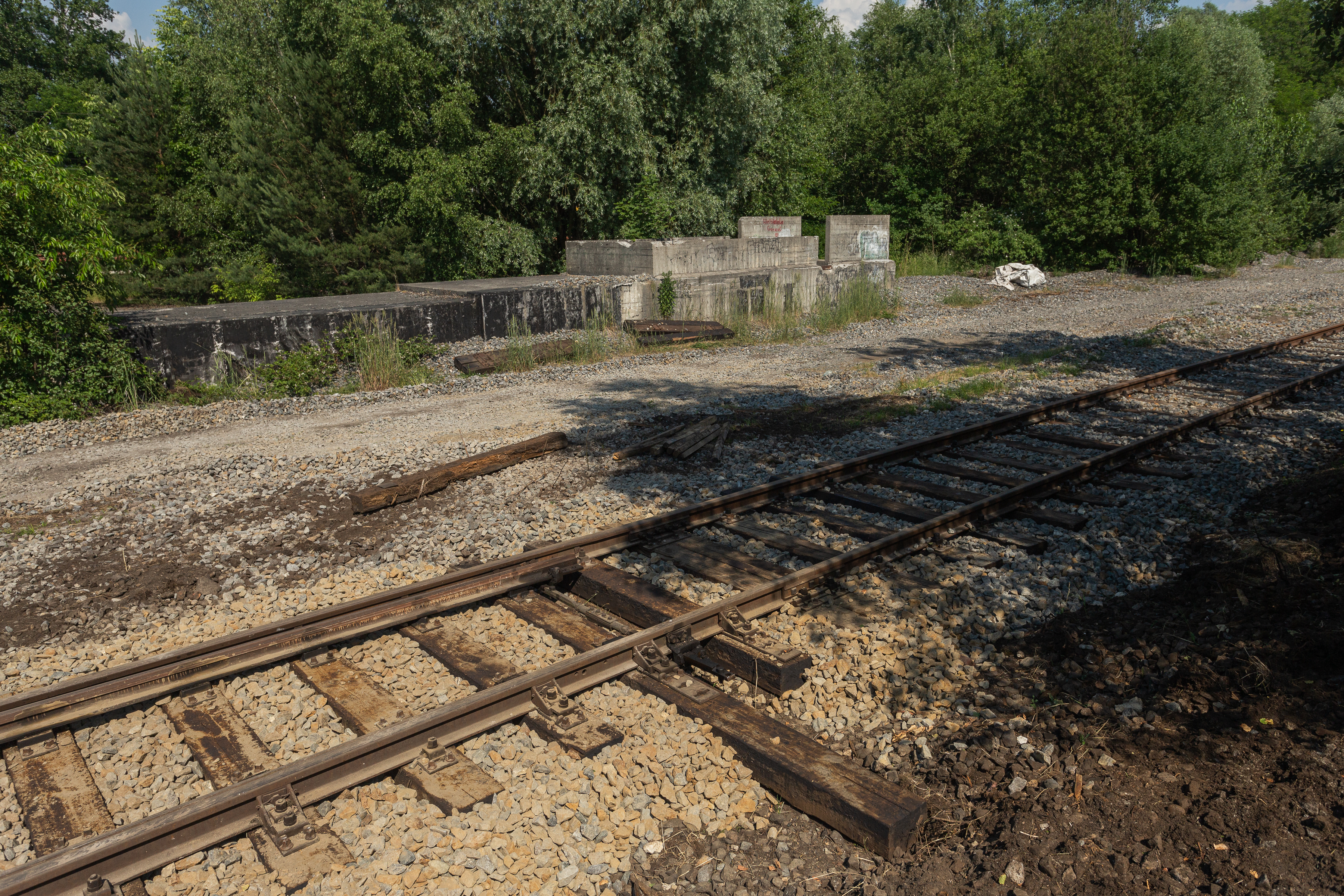
Pozostałość po peronie budowanym w związku z projektem KRR w Pyskowicach

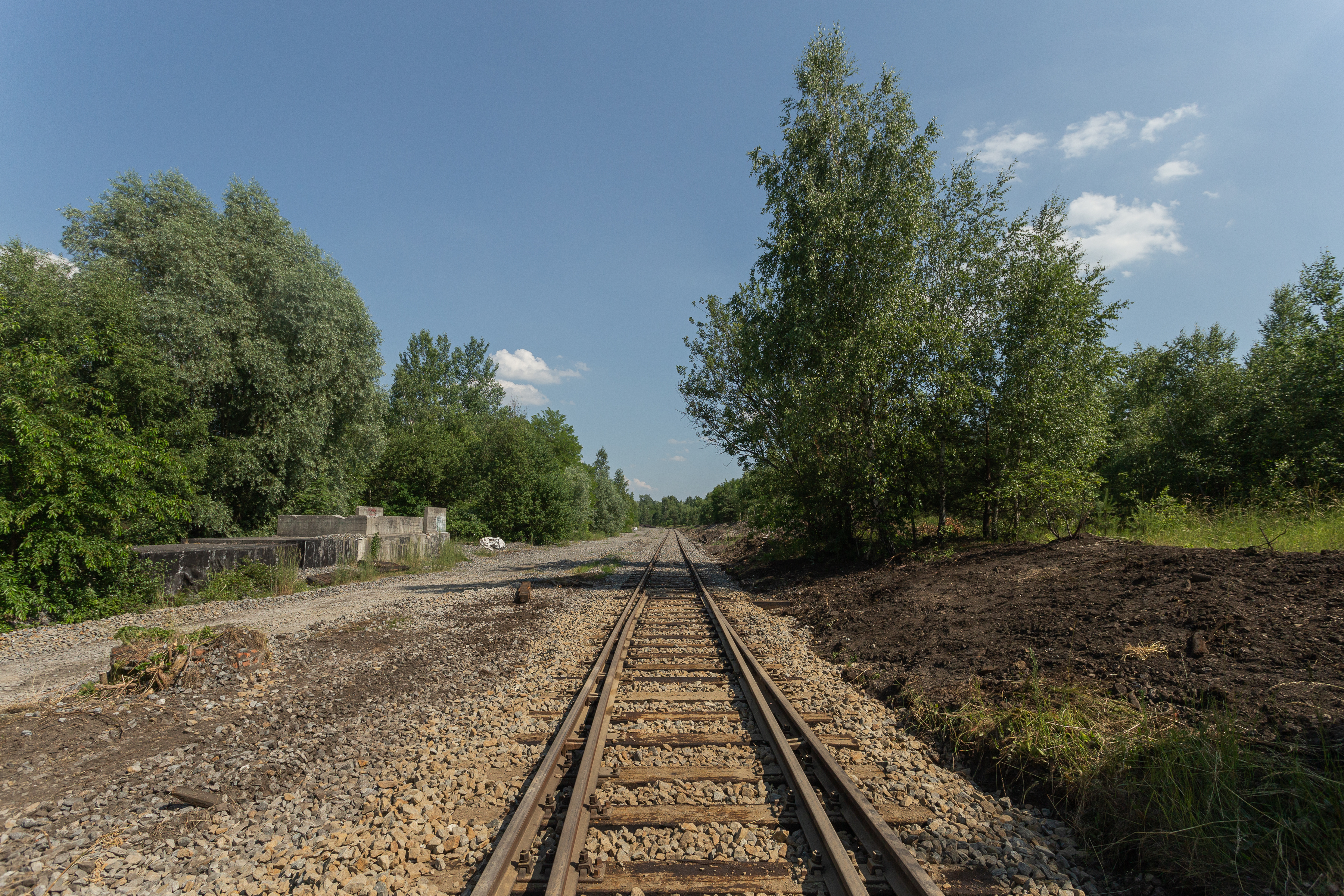
Pozostałość po zejściu podziemnym budowanym w związku z projektem KRR w Pyskowicach (po lewej stronie kadru).

## Trasa
I linia Kolei Ruchu Regionalnego miała mieć długość 71,5 km (wliczając do linii głównej odnogę z Pyskowic do Pyskowic Miasta o długości 4,4 km oraz odnogę do Huty Katowice o długości 3,7 km).
W dalszych planach zakładano również budowę II linii w osi północ-południe na trasie Tychy – Katowice – Bytom – Tarnowskie Góry.
| Nazwa                                    | Miasto           | Etap budowy |
| ---------------------------------------- | ---------------- | ----------- |
| Pyskowice Miasto                         | Pyskowice        | 1           |
| Pyskowice (Techniczna)                   | Pyskowice        | 1           |
| Pyskowice                                | Pyskowice        | 1           |
| Gliwice Czechowice                       | Gliwice          | 1           |
| Gliwice Kuźnica                          | Gliwice          | 1           |
| Gliwice Łabędy                           | Gliwice          | 1           |
| Gliwice Kopernika                        | Gliwice          | 1           |
| Gliwice Śliwki                           | Gliwice          | 1           |
| Gliwice                                  | Gliwice          | 1           |
| Gliwice Zabrska                          | Gliwice          | 1           |
| Gliwice Zatorze                          | Gliwice          | 1           |
| Gliwice Sośnica                          | Gliwice          | 1           |
| Zabrze Maciejów                          | Zabrze           | 1           |
| Zabrze Stadion                           | Zabrze           | 1           |
| Zabrze                                   | Zabrze           | 1           |
| Ruda Śląska Zachodnia                    | Ruda Śląska      | 1           |
| Ruda Śląska                              | Ruda Śląska      | 1           |
| Ruda Śląska Niedurnego                   | Ruda Śląska      | 1           |
| Ruda Śląska Chebzie                      | Ruda Śląska      | 1           |
| Ruda Śląska DTŚ                          | Ruda Śląska      | 1           |
| Świętochłowice Huta Florian              | Świętochłowice   | 1           |
| Świętochłowice Centrum                   | Świętochłowice   | 1           |
| Chorzów Batory                           | Chorzów          | 1           |
| Chorzów Gałeczki                         | Chorzów          | 1           |
| Katowice Witosa                          | Katowice         | 1           |
| Katowice Huta Baildon                    | Katowice         | 1           |
| Katowice                                 | Katowice         | 1           |
| Katowice Damrota                         | Katowice         | 1           |
| Katowice Murckowska                      | Katowice         | 1           |
| Katowice Bogucice                        | Katowice         | 1           |
| Katowice Bogucice (Techniczna)           | Katowice         | 2           |
| Katowice Szopienice                      | Katowice         | 2           |
| Katowice Morawa                          | Katowice         | 2           |
| Sosnowiec                                | Sosnowiec        | 2           |
| Sosnowiec Pogoń                          | Sosnowiec        | 2           |
| Sosnowiec Środula                        | Sosnowiec        | 2           |
| Będzin Główny                            | Będzin           | 2           |
| Będzin Fora Zamkowa                      | Będzin           | 2           |
| Będzin Ksawera                           | Będzin           | 2           |
| Dąbrowa Górnicza Centrum                 | Dąbrowa Górnicza | 2           |
| Dąbrowa Górnicza Poniatowskiego          | Dąbrowa Górnicza | 2           |
| Dąbrowa Górnicza Smugi                   | Dąbrowa Górnicza | 2           |
| Dąbrowa Górnicza Gołonóg                 | Dąbrowa Górnicza | 2           |
| Dąbrowa Górnicza Pogoria                 | Dąbrowa Górnicza | 2           |
| Dąbrowa Górnicza Ząbkowice               | Dąbrowa Górnicza | 2           |
| Dąbrowa Górnicza Huta Katowice Brama Gł. | Dąbrowa Górnicza | 2           |
| Dąbrowa Górnicza Huta Katowice Brama 44  | Dąbrowa Górnicza | 2           |

## Historia

### Geneza
Kolej Ruchu Regionalnego zaczęła powstawać w latach 80. XX wieku, korzystając z założeń wcześniej proponowanej Śląskiej Kolei Regionalnej (której nie udało się uruchomić ze względu na braki finansowe). Utworzono specjalny podmiot w celu budowy i uruchomienia kolei – Biuro Budowy KRR, które odpowiadało za całość przygotowania i realizacji przedsięwzięcia, tj.:
- fazę projektową (uwzględniając dostosowanie linii do terenów, na których występują szkody górnicze oraz ewentualną możliwość przepięcia linii trakcyjnej prądu stałego na prąd przemienny),
- przełożenia torowisk istniejącej średnicy PKP (fragment linii 141) oraz fragmentów linii 132 w celu uzyskania miejsca dla docelowych torowisk aglomeracyjnych,
- realizację zadań wymuszanych przez „etap zerowy” inwestycji (likwidacja obiektów kolizyjnych i organizacja nowych lokalizacji domów, firm, ogrodów i garaży dla poszkodowanych mieszkańców i przedsiębiorców),
- budowy infrastruktury uwzględniając obiekty specjalistyczne, takie jak stacje zaplecza technicznego w Pyskowicach i Katowicach Bogucicach oraz Centrum Sterowania Ruchem w Katowicach,
- organizację i zamówienia taborowe (również warunkowane szczegółowymi kryteriami dotyczącymi parametrów przyszłego taboru KRR).

Biuro Budowy KRR było częścią Biura Projektów Kolejowych w Katowicach. Ściśle współpracowało z województwem katowickim, podwykonawcami robót oraz Śląską DOKP.

### Założenia
Linia była projektowana jako kolej naziemnego metra (o stałym takcie kursowania). Aby zachować charakter szybkiej kolei miejskiej, miała dysponować wyłącznie dedykowanym torowiskiem (nieprzecinającym się z siecią kolejową PKP). Przerwy technologiczne w kursowaniu pociągów oraz rejony nieobsługiwane koleją wypełnić miała siatka tramwajowo-autobusowo-taksówkarska o wspólnej taryfie przewozowej. Tam, gdzie to możliwe, projektowano nawet parkingi w systemie P&R oraz węzły przesiadkowe.
Budowę I linii podzielono na trzy etapy:
- „0” (zerowy, na lata 1986–1993) zakładający likwidację wszelkich przeszkód w torze przebiegu nitki oraz przygotowanie gruntów,
- „1” (pierwszy, na lata 1991–1998) zakładający układanie torowisk wraz z infrastrukturą peronową (i przyległą) na odcinku Pyskowice – Katowice Bogucice oraz pierwszą stacją zaplecza technicznego w Katowicach,
- „2” (drugi, na lata 1998–2002) zakładający wykonanie prac przezbrojeniowych i ułożenie torowisk wraz z peronami, na odcinku Katowice – Dąbrowa Górnicza Ząbkowice i Huta Katowice[1].

### Budowa
Budowa KRR ruszyła 1 czerwca 1986 r. Uroczystość wmurowania kamiennego przy koźle oporowym stacji postojowej w Katowicach-Bogucicach, odbyła się 26 czerwca 1986 r. przy licznym udziale władz Państwowych oraz PKP.
Realizacja budowy I linii bardzo szybko zaczęła odbiegać od zakładanych terminów. Napotykano na wiele problemów, począwszy od nieodpowiedniego doboru podwykonawców, poprzez brak dostępności odpowiednio wykwalifikowanych robotników, trudności z wywłaszczeniami gruntów kolizyjnych oraz przesiedlaniem mieszkańców; a także nawarstwiającej się pracy biurowej podczas realizacji etapu „0”.
W 1990 r. Biuro Projektowe KRR wydało książeczkę reklamową o budowie I linii KRR w GOP. Chwilę później Biuro Budowy KRR zostało wcielone w skład Śląskiej DOKP. Prace w terenie zawieszono rok później, zmieniając nazwę projektu na Górnośląska Kolej Regionalna (GKR). W 2002 r. Dyrektor Generalny PKP ostatecznie ogłosił decyzję o całkowitym wstrzymaniu budowy (ze względu na brak obiecanego finansowania ze strony Państwa).

## Kontrowersje
W związku z defraudacją funduszy przy okazji budowy KRR, kilku osobom wytoczono sprawy karne. Ceny budowy poszczególnych obiektów miały być wtedy wielokrotnie zawyżone w odniesieniu do rzeczywistej wartości inwestycji. Brak na ten temat jednak szczegółowych informacji.
Zabudowania KRR lub przygotowywane „przy okazji” budowy KRR, którym udało się przetrwać do dziś, w większości nie są używane i ulegają dewastacjom.

## Osoby powiązane z KRR
- Zbigniew Szałajda – wicepremier w latach 1982–1988
- Andrzej Gołaszewski – wiceminister komunikacji w 1986 r.
- Manfred Gorywoda – wicepremier w latach 1983–1987, przewodniczący Komisji Planowania przy Radzie Ministrów w momencie otwarcia budowy
- Bogumił Ferensztajn – I sekretarz KW PZPR w Katowicach w latach 1983–1987
- Tadeusz Wnuk – wojewoda katowicki w latach 1985–1990
- Janusz Kamiński – minister komunikacji w latach 1981–1987, minister transportu, żeglugi i łączności w latach 1987–1989
- Aleksander Rodak – dyrektor Śląskiej Dyrekcji Okręgowej Kolei Państwowych w 1986 r.
- Kazimierz Szczurowski – naczelnik Biura Inwestycji Śląskiej DOKP w 1994 r.
- Ludwik Palarz – naczelnik Zarządu Przewozów Śląskiej DOKP w 1992 r.
- Jan Sekuła – dyrektor Biura Budowy KRR w 1989 r.
- Jerzy Kowalski – generalny projektant KRR[3]
- Stanisław Myszka – kierownik budowy katowickiego odcinka KRR
- Andrzej Okólski – główny inżynier odcinka Chorzów-Katowice
- Ireneusz Maszczyk – dyrektor Budowy Tras Komunikacyjnych w Katowicach w 1986 r.
- Andrzej Cichowicz – kierownik budowy odcinka Pyskowice-Gliwice Łabędy w latach 1990–1992
- Anna Jurkiewicz – stała reporterka budowy KRR, Trybuna Śląska (Robotnicza)
- Oskar Filipowicz – stały reporter budowy KRR, Trybuna Śląska

## Projekty następne

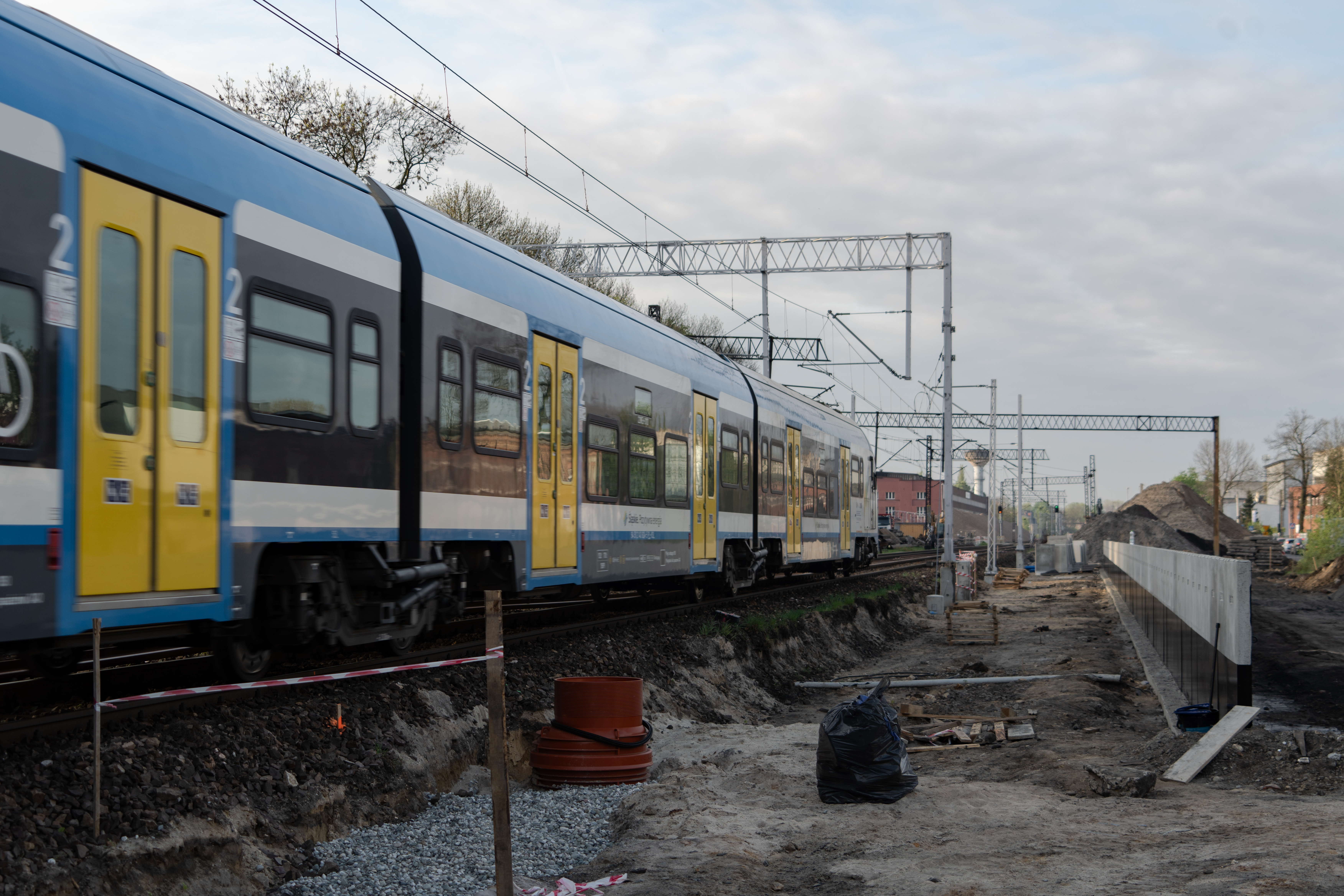
Budowany przystanek osobowy Sosnowiec Środula w kwietniu 2024 roku

Po uruchomieniu spółki Koleje Śląskie, kilkukrotnie powracano do tematu budowy szybkiej kolei miejskiej w woj. śląskim, głównie ze względu na to, iż Drogowa Trasa Średnicowa (która wyparła projekt KRR w całości) oraz fragment autostrady A1 nie odpowiadają już wygórowanym potrzebom transportowym regionu. Obecnie na Śląsku funkcjonuje Szybka Kolej Regionalna na trasie między Katowicami a Tychami (projekt czerpiący wiele inspiracji z KRR). Metropolia GZM oczekuje na wykonanie Studium Wykonalności Kolei Metropolitalnej.
W ramach realizacji zadania „Prace na podstawowych ciągach pasażerskich (E 30 i E 65) na obszarze Śląska, Etap I: linia E 65 na odcinku Będzin – Katowice Szopienice Płd. – Katowice - Katowice Piotrowice” w grudniu 2023 roku rozpoczęto prace nad przebudową odcinka Będzin – Katowice Szopienice Południowe obejmujące rozbudowę szlaku o cztery tory z wykorzystaniem linii kolejowej nr 659, która ma być dwutorową zelektryfikowaną linią biegnącą równolegle z linią kolejową nr 1.
W ramach prac wybudowane zostaną przystanki osobowe Sosnowiec Środula i Katowice Morawa w docelowym miejscu, których budowa miała zostać pierwotnie zrealizowana w ramach Kolei Ruchu Regionalnego.

## Kolej Ruchu Regionalnego w kulturze
KRR stała się inspiracją dla zespołu muzycznego Koniec Lata, który w październiku 2019 r. wydał dwa utwory nawiązujące tekstowo do projektu o tytułach „Pociągi” oraz „Upior”. We wrześniu 2021 r. zespół zorganizował koncert plenerowy wraz z nagraniami teledysku w formie live-session na terenie pyskowickiego skansenu kolejnictwa, z rozbudowaną zwrotką utworu „Pociągi”; ubogacającą utwór o kolejne wątki historii KRR.